# Blood Of Abraham
 Blood Of Abraham  – grupa z Los Angeles, którą tworzą dwaj Mistrzowie Ceremonii żydowskiego pochodzenia: Benyad (Benjamin Mor) i Mazik (David Saevitz)., Benyat i Mazik oraz DJ Lett Loose.

## Początki grupy
W szkole średniej Benyad i Mazik zaczęli pisać poezję, która przerodziła się później w rap. Podczas jednego z pierwszych występów młodzi muzycy zwrócili na siebie uwagę rapera Eazy-E z formacji NWA. Na uwagę zasługuje fakt, iż wcześniej członkowie NWA pozwalali sobie na śmiałe komentarze pod adresem narodu izraelskiego, przez co muzycy Blood Of Abraham byli podejrzliwi odnośnie do zamiarów Eazy'ego-E (nie chcieli być postrzegani jako gangsta raperzy.) Ostatecznie jednak dzięki raperowi podpisali kontrakt z wytwórnią Ruthless. Wkrótce ukazał się debiutancki album, który w warstwie muzycznej wykorzystywał sample ze skeczy i ciężkie basowe brzmienia. Jednak próby wejścia na terytorium problematyki rasowej, szczególnie w utworze „Niggaz And Jewz (Some Say Kikes)”, nie były udane. Zespół miał większe powodzenie w tematyce rasizmu Murzynów wobec Żydów. 
Inne tematy poruszane przez grupę, to Jerozolima, judaizm oraz Jezus. Producentem płyty był Bret „Epic” Mazur, który poznał grupę z Eazym-E. Również pochodząca z albumu piosenka „Stabbed By The Steeple” (atak na zorganizowaną religię) znalazła się na singlu, jednak została zignorowana przez media, co nie spodobało się zespołowi. Płytę kończy sampel monologu Travisa Bickle'a - słynnego psychopaty z filmu „Taksówkarz (film)” (1976, reż. M. Scorsese). Pod kątem muzycznym płyta nie wzbudziła zastrzeżeń. 

## Albumy
- Future Profits (Ruthless/Relativity 1993).

- Eyedollartree (Atomic Pop Record 2000, Basement Records 2003).

## Single
- Stabbed By The Steeple

- Life

- 99¢ Lighter

- Velvet Glove

- Iron Fist